# Campionato europeo femminile di calcio 2005
Il campionato europeo femminile di calcio 2005 fu la 9ª edizione del massimo torneo calcistico UEFA per squadre nazionali femminili e si tenne in Inghilterra tra il 5 e il 19 giugno 2005.
La finale si tenne a Blackburn e vide la Germania battere 2-1 la Norvegia per la conquista del sesto titolo assoluto, e quarto consecutivo, delle tedesche.

## Struttura del torneo
Alla nona edizione del campionato europeo femminile di calcio hanno partecipato otto squadre nazionali. Le otto squadre partecipanti sono state divise in due gironi da quattro squadre. Le prime due classificate sono state ammesse alle semifinali del torneo.

## Qualificazioni
Le qualificazioni sono iniziate il 26 marzo 2003, concludendosi il 27 novembre 2004. La nazionale inglese è stata ammessa direttamente come rappresentativa del paese organizzatore, mentre le restanti 33 squadre nazionali hanno preso parte alle qualificazioni.
La fase di qualificazione è suddivisa in due turni:
- Girone di qualificazione: Le 20 nazionali con il ranking UEFA migliore partecipano ai gironi di qualificazione di prima classe; sono divise in quattro gironi da cinque squadre. Ogni gruppo è giocato con il formato del girone all'italiana con partite di andata e di ritorno. Le quattro vincitrici dei gironi si qualificano direttamente per la fase finale, mentre le quattro seconde classificate e le due migliori terze sono ammesse alla fase dei play-off. Le 13 nazionali con il ranking UEFA peggiore disputano gironi di seconda classe che non danno accesso alla fase finale del campionato europeo.
- Play-off: Le sei nazionali rimaste si affrontano in partite di andata e ritorno per determinare le ultime tre squadre qualificate.

## Squadre partecipanti
| Pr. | Squadra     | Partecipante in quanto                                         | Ultima presenza |
| --- | ----------- | -------------------------------------------------------------- | --------------- |
| 1   | Inghilterra | Rappresentativa della nazione organizzatrice della fase finale | Germania 2001   |
| 2   | Svezia      | Vincitrice gruppo 1 di qualificazione                          | Germania 2001   |
| 3   | Danimarca   | Vincitrice gruppo 2 di qualificazione                          | Germania 2001   |
| 4   | Francia     | Vincitrice gruppo 3 di qualificazione                          | Germania 2001   |
| 5   | Germania    | Vincitrice gruppo 4 di qualificazione                          | Germania 2001   |
| 6   | Finlandia   | Vincitrice play-off                                            | Esordiente      |
| 7   | Norvegia    | Vincitrice play-off                                            | Germania 2001   |
| 8   | Italia      | Vincitrice play-off                                            | Germania 2001   |

## Stadi
| Blackpool              | Warrington Blackburn Blackpool Manchester Preston Stadi ospitanti i campionati europei di calcio femminile 2005 | Blackburn                  |
| Bloomfield Road        | Warrington Blackburn Blackpool Manchester Preston Stadi ospitanti i campionati europei di calcio femminile 2005 | Ewood Park                 |
| Capacità: 9 000        | Warrington Blackburn Blackpool Manchester Preston Stadi ospitanti i campionati europei di calcio femminile 2005 | Capacità: 31 400           |
|                        | Warrington Blackburn Blackpool Manchester Preston Stadi ospitanti i campionati europei di calcio femminile 2005 |                            |
| Warrington             | Preston | Manchester                 |
| Stadio Halliwell Jones | Deepdale | City of Manchester Stadium |
| Capacità: 14 200       | Capacità: 22 300                                                                                                | Capacità: 48 000           |
|                        | |                            |

## Fase a gruppi

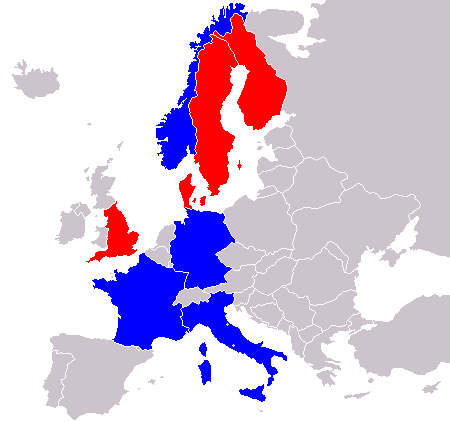
Geografia delle otto nazionali finaliste degli Europei femminili del 2005: in rosso le squadre del girone A, in blu le squadre del girone B.

Si qualificano alla fase ad eliminazione diretta le prime due classificate di ciascuno dei due gruppi. In caso di parità di punti tra due o più squadre di uno stesso gruppo, le posizioni in classifica verranno determinate prendendo in considerazione gli scontri diretti.

### Gruppo A
| Pos. | Squadra     | Pt | G | V | N | P | GF | GS | DR |
| ---- | ----------- | -- | - | - | - | - | -- | -- | -- |
| 1.   | Svezia      | 5  | 3 | 1 | 2 | 0 | 2  | 1  | +1 |
| 2.   | Finlandia   | 4  | 3 | 1 | 1 | 1 | 4  | 4  | 0  |
| 3.   | Danimarca   | 4  | 3 | 1 | 1 | 1 | 4  | 4  | 0  |
| 4.   | Inghilterra | 3  | 3 | 1 | 0 | 2 | 4  | 5  | -1 |

| Arbitro: | Kari Seitz |

|               |           |               |
| Ljungberg 21’ | Marcatori | 29’ Rasmussen |

| Arbitro: | Gyöngyi Gaal |

|                                           |           |                          |
| Valkonen 18’ (aut.) Barr 40’ Carney 90+1’ | Marcatori | 56’ Rantanen 88’ Kalmari |

| Arbitro: | Alexandra Ihringova |

|                              |           |              |
| M. Pedersen 80’ Sørensen 88’ | Marcatori | 52’ Williams |

| Blackpool 8 giugno 2005, ore 21:00 UTC+0 | Svezia         | 0 – 0 referto | Finlandia | Bloomfield Road (1 491 spett.)\| Arbitro: \| Dagmar Damková \| |
| Arbitro:                                 | Dagmar Damková |               |           |                                                                |

| Arbitro: | Nicole Petignat |

|  |           |             |
|  | Marcatori | 3’ Sjöström |

| Arbitro: | Alexandra Ihringova |

|                       |           |              |
| Kalmari 6’ Kackur 16’ | Marcatori | 45’ Sørensen |

### Gruppo B
| Pos. | Squadra  | Pt | G | V | N | P | GF | GS | DR |
| ---- | -------- | -- | - | - | - | - | -- | -- | -- |
| 1.   | Germania | 9  | 3 | 3 | 0 | 0 | 8  | 0  | +8 |
| 2.   | Norvegia | 4  | 3 | 1 | 1 | 1 | 6  | 5  | +1 |
| 3.   | Francia  | 4  | 3 | 1 | 1 | 1 | 4  | 5  | -1 |
| 4.   | Italia   | 0  | 3 | 0 | 0 | 3 | 4  | 12 | -8 |

| Arbitro: | Nicole Petignat |

|             |           |  |
| Pohlers 61’ | Marcatori |  |

| Arbitro: | Wendy Toms |

|                            |           |                |
| Lattaf 16’ Pichon 20’, 30’ | Marcatori | 83’ Di Filippo |

| Arbitro: | Kari Seitz |

|  |           |                                            |
|  | Marcatori | 11’ Prinz 18’ Pohlers 55’ Jones 74’ Mittag |

| Arbitro: | Gyöngyi Gaal |

|                    |           |               |
| Mugneret-Béghé 20’ | Marcatori | 66’ Herlovsen |

| Arbitro: | Floarea Cristina Ionescu |

|                                   |           |  |
| Grings 72’ Lingor 77’ Minnert 83’ | Marcatori |  |

| Arbitro: | Dagmar Damková |

|                                                                |           |                                  |
| Klaveness 7’, 57’ Christensen 30’ Gulbrandsen 35’ Mellgren 45’ | Marcatori | 8’, 52’ Gabbiadini 68’ Camporese |

## Fase a eliminazione diretta

### Tabellone
|  | Semifinali | Semifinali     | Semifinali |          |          | Finale   | Finale | Finale |  |
|  |            |                |            |          |          |          |        |        |  |
|  | 1B         | Germania       | 4          |          |          |          |        |        |  |
|  | 1B         | Germania       | 4          |          |          |          |        |        |  |
|  | 2A         | Finlandia      | 1          |          |          |          |        |        |  |
|  | 2A         | Finlandia      | 1          |          | Germania | Germania | 3      |        |  |
|  |            |                |            |          | Germania | Germania | 3      |        |  |
|  |            |                | Norvegia   | Norvegia | 1        |          |        |        |  |
|  | 1A         | Svezia         | Norvegia   | Norvegia | 1        | 2        |        |        |  |
|  | 1A         | Svezia         |            |          |          |          |        |        |  |
|  | 2B         | Norvegia (dts) | 3          |          |          |          |        |        |  |

### Semifinali
| Arbitro: | Dagmar Damková |

|                                     |           |              |
| Grings 3’, 12’ Pohlers 8’ Prinz 62’ | Marcatori | 15’ Mustonen |

| Arbitro: | Kari Seitz |

|                    |           |                                     |
| Ljungberg 43’, 89’ | Marcatori | 41’, 109’ Gulbrandsen 65’ Herlovsen |

### Finale
| Arbitro: | Alexandra Ihringova |

|                                 |           |              |
| Grings 21’ Lingor 24’ Prinz 63’ | Marcatori | 41’ Mellgren |

## Statistiche

### Classifica marcatrici
4 reti
- Inka Grings

3 reti
- Conny Pohlers
- Birgit Prinz
- Solveig Gulbrandsen
- Hanna Ljungberg

2 reti
- Cathrine Paaske-Sørensen
- Laura Österberg Kalmari
- Marinette Pichon
- Renate Lingor
- Melania Gabbiadini
- Isabell Herlovsen
- Lise Klaveness
- Dagny Mellgren

1 rete
- Merete Pedersen
- Johanna Rasmussen
- Amanda Barr
- Karen Carney
- Fara Williams
- Heidi Kackur
- Minna Mustonen
- Anna-Kaisa Rantanen
- Stéphanie Mugneret-Béghé
- Hoda Lattaf
- Steffi Jones
- Sandra Minnert
- Anja Mittag
- Elisa Camporese
- Sara Di Filippo
- Marit Christensen
- Anna Sjöström

Autorete
- Sanna Valkonen (a favore dell'Inghilterra)